# Charles Tournemire
Charles Tournemire   (Bordeus, 22 de gener de 1870 - Arcaishon, 3 de novembre de 1939) va ser un organista, improvisador i compositor francès.

## Biografia
Va estudiar al Conservatori de París i fou també deixeble de Vincent d'Indy, succeint a Cèsar Franck com a organista de l'església de Santa Clotilde de París. Va donar molts concerts a aquesta ciutat, com també a Marsella, Berlín, Amsterdam, La Haia, Torí, et...El catàleg de les seves obres és immens i el col·loca entre els mestres de finals del Romanticisme que han exercit més influència. La seva obra ha exercit un paper importantíssim en l'evolució de l'estil de l'òrgan modern. El més estimat deixeble de Franck i Widor, va ser un dels genis musicals de més poderosa originalitat al segle xx.
En una època en què la irreligiositat va voler infiltrar-se a la medul·la mateixa de l'art, sobretot a la música religiosa, ell va saber treure els motius de la seva inspiració de la font mateixa del més genuí esperit cristià, la Litúrgia de l'Església. Precisament una de les seves darreres obres, L'Orgue Mystique, es tot un monument que pose ben manifestament la fecunditat inesgotable del cant gregorià. L'obra conté cinc peces per a cadascun dels dies festius. Com l'autor diu al subtítol, comprèn <<51 oficis de l'Any Litúrgic, inspirats en el cant gregorià, lliurement parafrasejats>>. Per a aquesta meravellosa obra, un artista i un creient, Tournemire va saber crear un estil nou. En ella, com en misteriosa contemplació, passen i reapareixen una i diverses vegades, amb discreció i molt encert, les melodies de l'ofici litúrgic a què cada sèrie es refereix. És sens dubte, entre les obres orgàniques en estil litúrgic, la més meritòria de totes les que han aparegut.
En temes litúrgics també s'inspiren les seves obres Trois Poèmes i Fantaisie Symphonique; i malgrat ser diferent en el seu origen però d'estil similar, els seus Sept Poèmes Chorals, comentaris musicals per a orgue, de les Set Paraules de Crist, estan escrits en estil descriptiu, en un ambient saturat de pietat, de gran emoció i assossegat lirisme. En aquest mateix estil desenvolupà anteriorment la gran Symphonie Chorale, a la que li succeí la Symphonie Sacree, mescla harmònica ben sintetitzada del coral antic amb el modern art simfònic, après del seu mestre.
Totes les obres anteriors les va escriure Tournemire amb vista a grans òrgans, per ser executades per organistes que tinguin un coneixement perfecte de tots els secrets tècnics del seu art. El mestre no va oblidar tampoc els organistes de cultura mitjana. Per a ells va produir els seus Petites fleurs musicales, 40 peces per armónium u orgue molt més asequibles per la seva comprensió i execució, així com les seves Quaranta peces per armónium, improvisacions sortides de la íntima espiritualitat i fervor del mestre, i que les reuní sota el títol de Variae preces, obra curull d'exquisida tendresa, escrita en els primers anys de la seva carrera musical.
Per completar la llista de la seva obra orgànica, citarem:
- Andantino, op. 2;
- Sortie, op. 3;
- Offertoire, op. 10;
- Pièce Symphonique, op. 16;
- Suite de Morceaux, op. 19/24;
- Suite evocatrice, op. 74.;
- Deux Fresques Symphiniques, op. 75/76.

La tasca de Tournemire no només es va limitar a la música orgànica, sinó que és molt abundant en totes les branques de l'art. Set són les seves obres de música vocal, totes de considerable extensió i desenvolupament. Major és la llista de peces per a piano i música de cambra i notable de les seves Simfonies per a orquestra. Entre les obres de concert, n'hi ha prou de citar per demostració de la seva fina espiritualitat el títol d'una de les seves trilogies, la que va donar al públic amb el nom Faust, Don Quichote, A. François d'Assis.
L'il·lustre compositor, que sentia viva simpatia per Espanya, la va visitar diverses vegades en concerts inaugurals d'orgues i registrat per donar-les algunes peces de músics antics espanyols, com Cabanilles.